# Anne et Jehanne
Anne et Jehanne est une huile sur toile réalisée en 1894 par la peintre lorraine Laura Leroux-Revault, conservée au musée des Beaux-Arts de Nancy.

## Historique
Réalisée en 1894, la peinture est exposée au Salon de la Société des artistes français la même année.
Elle entre au musée des Beaux-Arts de Nancy le 7 janvier 1896, comme dépôt de l'État.
L'œuvre a été restaurée en 1998.

## Description
Deux jeunes filles sont représentées assises dans un intérieur. L'aînée, droite face au spectateur, porte une longue robe verte maintenue à la taille par une ceinture. Assise sur une grande chaise en bois, elle est accoudée sur le bras droit, la main dans les cheveux au niveau de la joue. Sa chevelure rousse, dénouée, est rassemblée sur son épaule gauche, et ornée d'un serre-tête doré. Sa main gauche est posée sur l'épaule de sa cadette, habillée d'une longue robe violette. Celle-ci est assise sur un tabouret à droite, et endormie sur les genoux de la première. Son visage est également tourné vers le spectateur, et elle tient une fleur dans sa main droite. Sur la gauche de la toile, un vase contenant des fleurs et un petit livre ouvert sont posés sur un meuble.
Cette peinture, comme la majeure partie de son œuvre, représente des figures féminines, souvent dans un goût médiéval. Elle est représentative d'un symbolisme conventionnel, médiévalisant, et attaché aux valeurs oubliées du passé
L'œuvre porte la signature de l'artiste en bas à droite de la toile.

## Influences
Dans cette toile, et dans l'œuvre en général de la peintre, transparaît l'influence de Jean-Jacques Henner, notamment avec des personnages féminins à la chevelure d'un roux flamboyant et à la peau laiteuse. Tout comme le peintre, ses personnages sont souvent accoudés, avec une main dans les cheveux, et un arrière-plan contenant une fenêtre ou une porte. L'artiste entoure ses modèles féminins d'un flou mystérieux, en les faisant sortir d'un fond sombre. Contrairement à Henner, elle laisse l'aspect érotique de la femme fatale de côté, pour favoriser un médiévalisme catholique. Le sujet, qui reste indéfini, porte la marque de Jules Lefebvre.